# 三菱360
三菱360（日语：三菱・360）是由日本新三菱重工業（三菱重工業前身）於1961至1973年期間製造銷售的商用輕型貨車/卡車；本條目一併記述其衍生車款「三菱Minica Pick」。

## 概要
1950年代由於日本人民的收入逐漸提高，生活型態也跟著改變，大家對於汽車的需求日漸增加。受到1954年第一屆全日本汽車展（後來改稱東京國際車展）盛大開幕，以及1955年日本通商產業省（經濟產業省前身）提出「國民車構想」的刺激，當時許多日系車廠紛紛投入開發，但是價格不斐。譬如1955年上市、排氣量1.5L的豐田皇冠便要價約101萬日幣，相當於一個公司營業員的五年份薪水，所以汽車對平民百姓而言簡直遙不可及。
日本汽車工業史上第一輛輕型四輪乘用車當屬昭和27年（1952年）250c.c.的「Autosandal（（日語）オートサンダル）」，乃由名古屋的小車廠中野汽車工業（後改稱「日本自動拖鞋汽車」〔（日語）日本オートサンダル自動車〕）以手工打造而成，將三菱重工業的泛用型單汽缸引擎後置並以磨擦傳動（friction drive）方式驅動，可乘坐二人。1954年間共製造了2百輛，此後進行前輪驅動方式的開發，但由於沒有大量生產被視為停產，加上中野汽車工業是小公司，未留下詳細資料而情況不明。緊接著1953年橫濱市日本汽車工業（後改稱日本輕汽車〔（日語）日本軽自動車〕）推出後輪驅動的「NJ號」、1957年東京都三光製作所推出的「Teruyan〔（日語）テルヤン〕」、1957年東京都梁瀨汽車（今梁瀨公司）推出的「Yanase XY360」等車款，皆是一時之選。
再者，原汽車製造株式會社（日產汽車前身）設計師富谷龍一在大型紡織廠住江織物子公司住江製作所（住江工業前身）的支持下，於1954年推出「住江製作所Flyingfeather（（日語）フライング·フェザー）」，採350c.c. V型二缸後置引擎佈局，可乘坐二人。不過因外型簡樸、沒有前輪煞車系統等缺失，僅生產數十輛後便終止。1956年富谷替富士汽車開發出前二輪、後單輪的雙人座「富士Fujicabin」，配置125c.c.引擎，單體硬殼式結構車體以FRP打造，可惜因為馬力及操控安定性不足，落得僅生產85輛的慘境。
反觀由腳踏式織布機起家的鈴木公司，1955年推出配置360c.c.引擎的「鈴木Suzulight」，實質上為德國車廠博格瓦德（（德文）Borgward）製造之「洛伊德LP400」的縮小版，外型相當近似。該車款分成轎車、微型麵包車、皮卡貨車等三種，名目上號稱可乘坐4個大人，實際上後座空間勉強擠得下小孩而已。因此轎車型和皮卡貨車型的市場反應不佳，1957年鈴木將微型麵包車型的後座改成可折疊式，前座則容納3個大人，隨即一炮而紅。後來促成鈴木繼續朝著輕型車的方向發展，並於1962年推出鈴木Fronte。
應GHQ要求財閥解體、自三菱重工業拆分而出的中日本重工業，1952年更名為「新三菱重工業」。其麾下的水島製作所開發銷售的三菱Mizushima、三菱號、Leo等三輪卡車，在市場上取得熱銷的成績。於是該工廠再接再厲發展出此車款，企圖在黑鐵Baby、速霸陸Sambar、馬自達B360等群雄環伺的商用輕型貨卡車市場中殺出一條血路。三菱360果然成為當紅炸子雞，非但促使水島製作所在1962年7月停產三輪卡車，全面進軍四輪車市場，也開啟該車廠輕型車主力三菱Minica、三菱Minicab的歷史。

## 歷史
1960年 - 在第7屆全日本汽車展覽（東京車展前稱）公開原型車。
1961年 - 4月正式發售廂型車（原廠開發代號LT20、LT21），同年10月發售皮卡車型（原廠開發代號LT22）。佈局方式為前置後驅，車門為前開式的自殺式車門，皆為當時相當普遍的做法。前輪為橫向片狀彈簧懸吊，後輪則是半橢圓片狀彈簧固定軸懸吊。動力來源為359c.c.強制氣冷式OHV直列二缸二衝程ME21型引擎，最大馬力17ps。搭配四速手排變速箱，採方向盤後方機柱排檔設計。尾門本為橫向開，後來推出的「Deluxe」車型改為上下開啟，亦可單獨向上掀開車窗部分。
1962年 - 4月追加「Deluxe」車型（原廠開發代號LT21D），增加車側護條、白邊輪胎、輪圈蓋、蕾絲窗簾等配備。10月流用其底盤平台及大部分機械結構的第一代三菱Minica上市。
1964年 - 11月實施小改款，原ME21型引擎改採自動混合油氣分離供油方式，馬力提升成18ps / 4,800rpm、扭力為3.1kg·m / 3,000rpm，並改稱ME24型。
1966年 - 5月流用其底盤平台及大部分機械結構的第一代三菱Minicab上市。
1967年 - 5月再度小改款，改為舌簧閥式的ME24D型引擎，最大馬力提升至21ps / 5,500rpm，峰值扭力31.4 N·m / 3,500rpm，最高速度達90km/hr。廂型車開發代號變成LT23/LT23D，皮卡貨車變成LT25。
1969年 - 7月由於大改款的第二代三菱Minica推出廂型車型，故三菱360廂型車停產；同時皮卡車型改稱「三菱Minica Pick」。
1972年 - 因為該公司決定不再生產ME24系引擎，9月三菱Minica Pick也隨著停產。

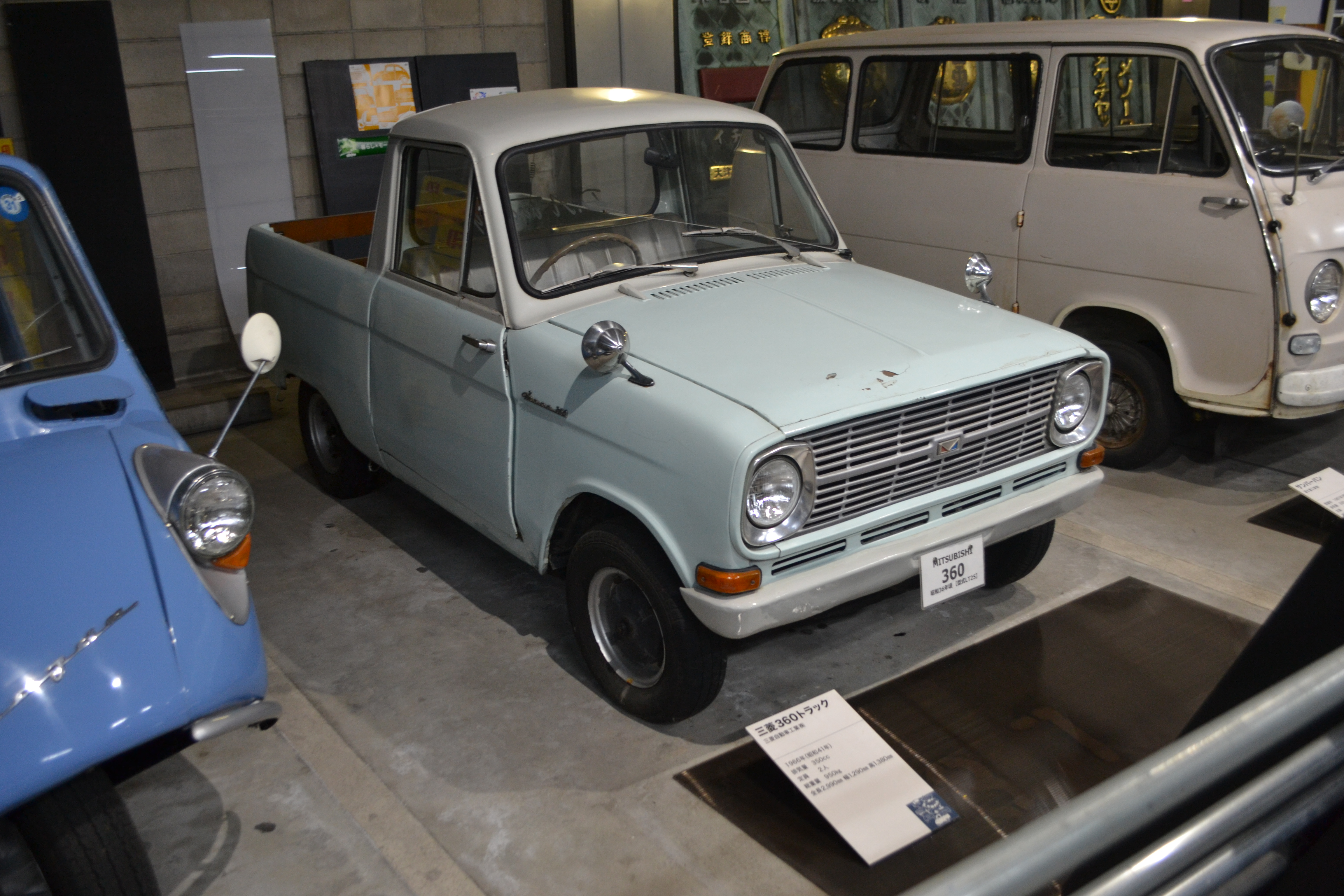
前期型
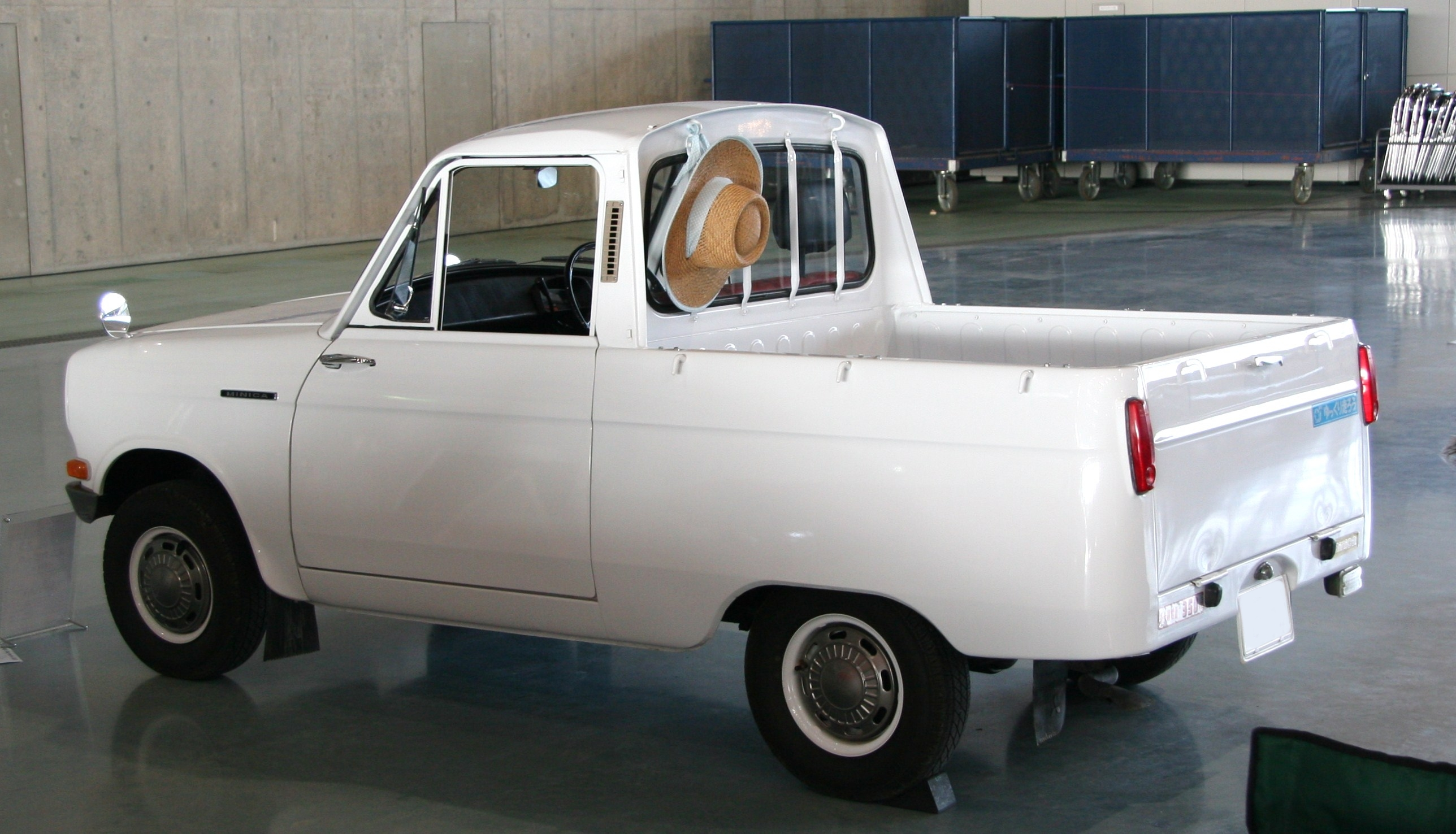
後期型

## 外部連結
- （日語）三菱・360 （页面存档备份，存于）
- （日語）Кιηοκο（三菱 360） （页面存档备份，存于）